# إديو مارانغون
إديو مارانغون (بالبرتغالية: Edu Marangon) (مواليد 2 فبراير 1963) هو لاعب كرة قدم. يلعب مع منتخب البرازيل لكرة القدم منذ عام 1987.

## وصلات خارجية
- إديو مارانغون على موقع رابطة كرة القدم اليابانية للمحترفين (اليابانية)
- إديو مارانغون على موقع قاعدة بيانات كرة القدم.إي يو (الإنجليزية)
- إديو مارانغون على موقع ناشيونال فوتبول تيمز (الإنجليزية)
- إديو مارانغون على موقع عالم كرة القدم.نت (الإنجليزية)
- National Football Teams